# Tipo 10 (carro de combate)
El Carro de combate principal Tipo 10 (10式戦車 Hito-maru-shiki-sensha?) es un carro de combate que está siendo desarrollado en Japón para su Fuerza Terrestres de Autodefensa como reemplazo del Tipo 74 y complemento del Tipo 90. El proyecto ha sido conocido como TK-X y también como MBT-X.

## Información general
El proyecto TK-X (MBT-X) es un cumplimiento para la producción de un nuevo carro de combate principal para complementar, y luego reemplazar a los carros de combate principal existentes Tipo 74 y Tipo 90 Kyū-maru que actualmente están en servicio con la Fuerza Terrestre de Autodefensa de Japón. El desarrollo comenzó en la década de los 90, y su producción se inició entre 2010–2012. Un prototipo funcional ha sido presentado al público el 13 de febrero de 2008 en el Technology Research and Development Institute (TRDI) en Sagamihara. Se dio en este blindado un gran énfasis en sistemas avanzados de mando y control (C4I) así como en el incremento de su desempeño, potencia de fuego, protección y movilidad.
Con la construcción de tipo modular se mejoró significativamente algunas áreas del blindaje lateral comparadas con las del Tipo 90. La Mira Panorámica del Comandante ha sido movida al lado derecho y está localizada en una posición más alta que la del Tipo 90, dándole al comandante una visión del campo de batalla más amplia.

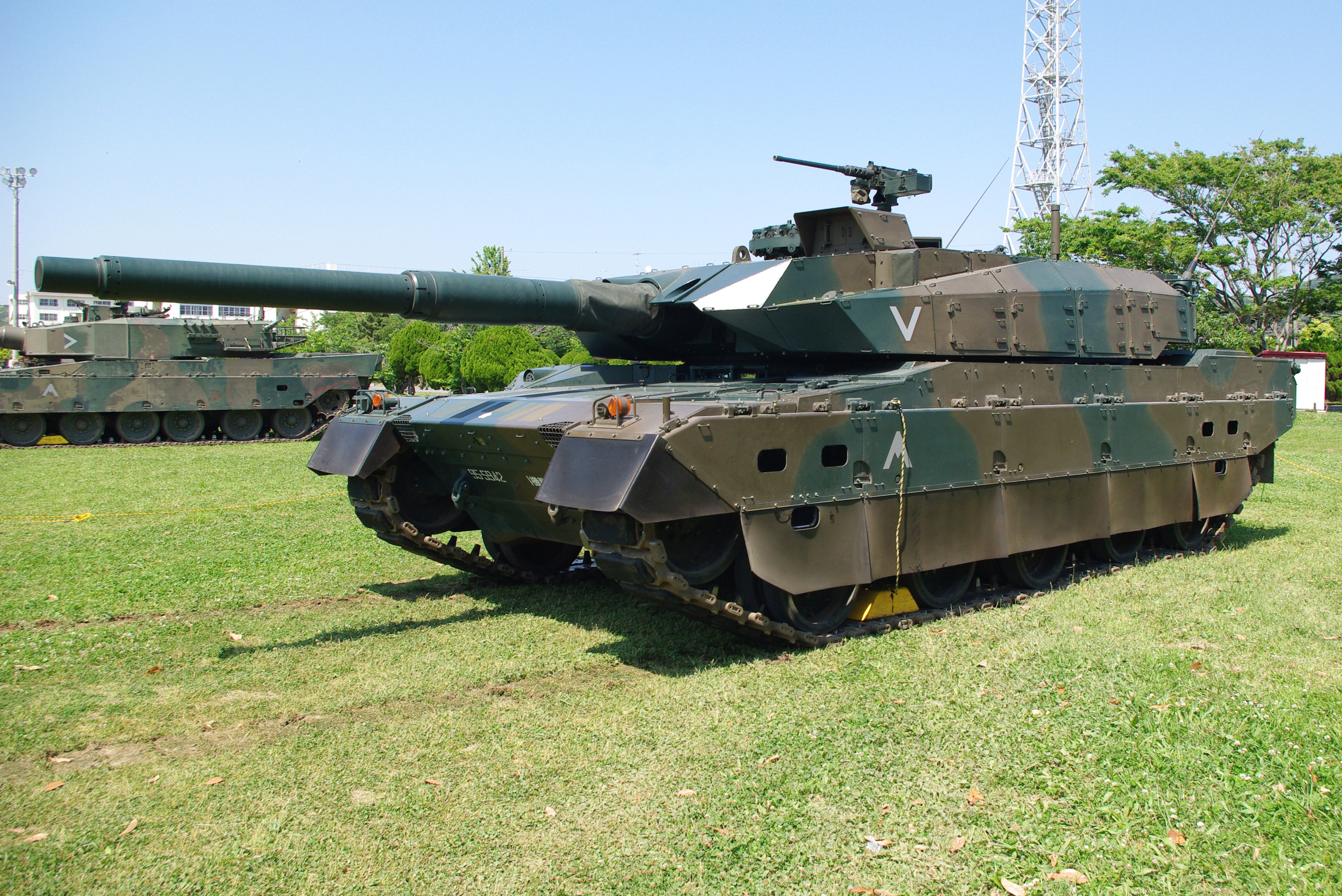
Vista lateral de un Tipo 10 japonés.

De acuerdo a un informe de GlobalSecurity; sitio web especializado en asuntos de defensa, se espera que el vehículo este armado con un nuevo cañón de 120 mm de ánima lisa desarrollado por Japan Steel Works, quienes también producen bajo licencia el cañón estadounidense M256 120 mm para el Tipo 90. Existe una opción para instalar cañones con cañas más largas de 50 o 55 calibres (L50, L55). Este cañón puede disparar proyectiles antiblindaje de nuevo desarrollo, pero es compatible con todos los proyectiles estándar en uso por los cañones de 120 mm de la OTAN.
El blindaje a su vez se ha diseñado para ser reconfigurable en el campo de batalla. El peso del vehículo es de aproximadamente 40 toneladas con la configuración básica, y 48 toneladas con la configuración mejorada. El prototipo presentado en el 2008 en TRDI tenía un peso estimado en las 44 toneladas.
Los costos de desarrollo al 2008 eran de aproximadamente de JPY ¥48.400M (aproximadamente USD $447M). Se espera que cada unidad cuesta aproximadamente ¥700M ($6,5M).
El Ministerio de Defensa Japonés aceptó formalmente el Tipo 10 en diciembre del 2009. En el 2010 el Ministerio de Defensa Japonés dispuso una orden de ¥12.400M por trece tanques Tipo 10 (costo por unidad: ¥954M).
Los trece tanques Tipo 10 entraron en servicio de las JGDSF en el año 2012.
En el 2023 el Ministerio de Defensa japonés ha delineado planes para potenciar la Fuerza de Autodefensa Terrestre de Japón (JGSDF) en la incorporación de unidades adicionales de tanques Tipo 10, para el año fiscal 2024.
Para el 2024, se han asignado 16.800 millones de yenes (alrededor de 112 millones de dólares) para la compra de 10 tanques Tipo 10. 

## Diseño

### Historia del desarrollo
A principios de la década de 2000, Japón decidió actualizar su fuerza de tanques para prepararse mejor para la guerra del siglo XXI. Uno de los requisitos más importantes para el nuevo tanque es la capacidad de contar con un sistema C4I (Comando, Control, Comunicación, Computación e Inteligencia). Después de evaluar el potencial de mejora de los actuales tanques tipo 74 y tipo 90, el Ministerio de Defensa concluyó que no había suficiente espacio interno para una actualización del sistema C4I en los tanques existentes. Por lo tanto, el desarrollo de un nuevo tanque principal de batalla capaz de realizar diversas misiones de combate futuras era necesario.
El proyecto TK-X (MBT-X) tenía como objetivo producir el nuevo tanque principal de batalla tipo 10, para reemplazar o complementar los actuales tanques tipo 74 y tipo 90 que están en servicio con la Fuerza de Autodefensa Terrestre de Japón.  El desarrollo comenzó en la década de 1990, y se esperaba que la producción comenzara en 2010-2011. Se reveló un prototipo el 13 de febrero de 2008, en el Instituto de Investigación y Desarrollo Tecnológico (TRDI) en Sagamihara.  Se hizo hincapié en las capacidades C4I, así como en el rendimiento, el poder de fuego, la protección y la movilidad.

### Blindaje
El uso de componentes modulares mejoró significativamente el blindaje lateral en comparación con el tipo 90. La mira panorámica del comandante se trasladó a la derecha y se encuentra en una posición más alta que la del tipo 90, lo que le da al comandante una amplia gama de visión.
El blindaje del vehículo consta de secciones modulares, que proporcionan la capacidad de montar diferentes grados de protección dependiendo del perfil y los requisitos de peso de la misión. El peso del vehículo es de 40 toneladas en la configuración base, 44 toneladas en la configuración estándar y 48 toneladas en la configuración completa (totalmente equipada). El prototipo presentado en 2008 en TRDI pesaba 44 toneladas.
En comparación con el tipo 90, el tipo 10 es más ligero. Sin embargo, el peso del blindaje compuesto se ha incrementado considerablemente, pasando de 1.380 kg a 1.940 kg para la torreta y de 1.249 kg a 2.680 kg para el casco. En la prueba de resistencia a la penetración, se utilizó APFSDS tipo IV (Prototipo del APFSDS tipo 10) para disparar a plena carga desde 250 m basándose en el estándar del Ministerio de Defensa japonés "Método de prueba de resistencia para proyectiles cinéticos blindados NDS Z 0012B". Como resultado, se dice que cada módulo de blindaje compuesto y mantel logró el rendimiento requerido basado en la especificación requerida "Tanque tipo 10 GV-Y120001E" para la protección frontal.
La fuente lo describe así:
"Este caso está relacionado con la prueba de resistencia a los proyectiles de la parte principal frontal del nuevo tanque realizada en la Sucursal Kamioka de Nippon Oil & Fat Co.
Este caso es para evaluar la resistencia a los proyectiles del blindaje modular disparando a una distancia 

### Características
- Un diseño compacto y ligero, que le permite adaptarse a diversos terrenos y condiciones climáticas, así como facilitar su transporte y despliegue. 
- Un cañón de 120 mm de ánima lisa, que puede disparar proyectiles perforantes, explosivos y guiados por láser, con un cargador automático que reduce la tripulación a tres personas.
- Una suspensión activa hidroneumática, que permite ajustar la altura y la inclinación del tanque, así como absorber los impactos del terreno y el retroceso del cañón.
- Un sistema de mando y control (C4I), que permite al tanque comunicarse con otros vehículos y unidades, así como recibir información del campo de batalla en tiempo real.
- Un blindaje modular compuesto por capas de acero, cerámica y fibra de carbono, que ofrece una alta protección contra las armas antitanque.
- Un sistema de protección activa, que detecta y neutraliza las amenazas entrantes mediante el lanzamiento de contramedidas.
- Un motor diésel de 1.200 caballos de fuerza, que le otorga una velocidad máxima de 70 km/h y una autonomía de 440 km.

El tanque tipo 10 es el resultado de un programa de desarrollo iniciado en 1995, con el objetivo de reemplazar al obsoleto tanque tipo 74 y complementar al tanque tipo 90. El primer prototipo del tanque tipo 10 se completó en 2002, y tras varias pruebas y modificaciones, se aprobó su producción en serie en 2009. El costo por unidad del tanque tipo 10 se estima en unos 700 millones de yenes (aproximadamente 6,5 millones de dólares). Japón tiene actualmente 94 tanques tipo 10 en servicio, y planea adquirir más tanques tipo 10 y obuses tipo 19 para el año fiscal 2024. El tanque tipo 10 representa la vanguardia tecnológica de Japón en el ámbito militar, y es considerado uno de los mejores tanques del mundo.

## Características
Sus principales características son:
- Transmisión variable continua (CVT).[5]
- Velocidad de retroceso de hasta 70 km/h gracias a su transmisión.
- Cañón con cargador automático y tres tripulantes (comandante y artillero en la torreta, conductor en el casco).
- Suspensión activa hidroneumática,[5] que permiten ajustar su altura y absorber el retroceso cuando dispara.
- Sistema C4I.
- Miras diurnas/nocturnas montadas alrededor de la torreta, ofreciendo una visión completa a 360°, además de introducir datos al nuevo "Sistema de Mando y Control Regimental Básico".[2]

## Unidades en servicio
la Fuerza de Autodefensa Terrestre de Japón (JGSDF) actualmente cuenta con  117 unidades de tanques tipo 10, con una reciente adquisición para el año fiscal 2024 de 10 tanques más. 